# Dunakanyar-Vác Football Club
Il Dunakanyar-Vác FC è una società calcistica di Vác, città a nord di Budapest, al confine con l'XI distretto della capitale, Újbuda, in Ungheria. Nella stagione 2021-22 milita nel Nemzeti Bajnokság III la terza divisione del campionato ungherese di calcio.
Fondata nel 1899, ha vinto 1 titolo nazionale e partecipato a 5 edizioni delle Coppe europee.

## Storia
Dal momento della sua fondazione, nella sua ultracentenaria storia, la società ha subito numerosi cambi di denominazione:
- 2013-: Vác FC
- 2009-2013: Dunakanyar-Vác FC
- 2007-2009: Vác-Újbuda LTC
- 2003-2007: Dunakanyar-Vác FC
- 2001-2003: Váci VLSE
- 1998-2001: Vác FC-Zollner
- 1997-1998: Vác FC
- 1992-1997: Vác FC-Samsung
- 1980-1992: Váci Izzó MTE
- 1970-1980: Váci Híradás
- 1965-1970: Váci SE
- 1961-1965: Váci Vasas
- 1957-1961: Váci Petőfi
- 1957-1957: Váci SE
- 1955-1957: Váci Bástya
- 1955-1955: Váci Petőfi
- 1948-1955: Váci Dolgozók TK
- 1899-1948: Váci SE

## Palmarès

### Competizioni nazionali
- Campionato ungherese: 1

1993-1994 (come Vác-Samsung)
- Nemzeti Bajnokság III: 1

2014-2015

### Altri piazzamenti
- Campionato ungherese:

Secondo posto: 1991-1992, 1992-1993
- Coppa d'Ungheria:

Finalista: 1990-1991, 1991-1992, 1994-1995
Semifinalista: 1989-1990
- Supercoppa d'Ungheria:

Finalista: 1994
- Nemzeti Bajnokság II:

Secondo posto: 1986-1987
Terzo posto: 1984-1985, 2004-2005, 2009-2010
- Coppa Mitropa:

Finalista: 1987-1988

## Giocatori celebri
- János Koszta

## Dunakanyar-Vác nelle Coppe europee
| Stagione | Torneo                | Turno         | Nazione                     | Club                | Andata | Ritorno   | Totale |
| -------- | --------------------- | ------------- | --------------------------- | ------------------- | ------ | --------- | ------ |
| 1991-92  | Coppa UEFA            | Trentaduesimi | Unione Sovietica (bandiera) | Dinamo Moskva       | 1-0    | 1-4       | 2-4    |
| 1992-93  | Coppa UEFA            | Trentaduesimi | Paesi Bassi (bandiera)      | Groningen           | 1-0    | 1-1       | 2-1    |
|          |                       | Sedicesimi    | Portogallo (bandiera)       | Benfica             | 1-5    | 0-1       | 1-6    |
| 1993-94  | Coppa UEFA            | Trentaduesimi | Cipro (bandiera)            | Apollōn Limassol    | 2-0    | 0-4 (dts) | 2-4    |
| 1994-95  | UEFA Champions League | Preliminare   | Francia (bandiera)          | Paris Saint-Germain | 0-3    | 1-2       | 1-5    |
| 1995-96  | Coppa delle Coppe     | Preliminare   | Macedonia (bandiera)        | FK Sileks Kratovo   | 1-1    | 1-3       | 2-4    |